# Myristica elliptica
Myristica elliptica är en tvåhjärtbladig växtart som beskrevs av Nathaniel Wallich, Joseph Dalton Hooker och Thoms. Myristica elliptica ingår i släktet Myristica och familjen Myristicaceae. Inga underarter finns listade i Catalogue of Life.